# Diplotaxis puberea
Diplotaxis puberea är en skalbaggsart som beskrevs av Bates 1887. Diplotaxis puberea ingår i släktet Diplotaxis och familjen Melolonthidae. Inga underarter finns listade i Catalogue of Life.